# Ilha Tiberina
A ilha Tiberina é uma ilha em forma de barca que se formou no seio do rio Tibre, na zona em que o rio atravessa Roma, perto do Capitólio.

## História
Com cerca de 270x67 m (lados mais largos), a ilha é famosa devido ao Templo de Esculápio, o deus grego da Medicina.
Existe uma lenda que, numa das suas versões, conta que depois da caída de Tarquínio, o Soberbo, o povo romano atirou o seu corpo no Tibre, no ponto onde depois se formou a ilha; sobre o corpo depositado no fundo, acumular-se-iam seixos e detritos que, progressivamente, permitiram a formação gradual desta ilha.
Devido às suas origens obscuras, a ilha Tiberina era considerada pelos Romanos como um posto de mau presságio tanto que, previamente à construção do Templo, os habitantes evitavam aproximar-se da ilha, e só os piores criminosos eram condenados a passar aí o resto da sua vida.

## Galeria

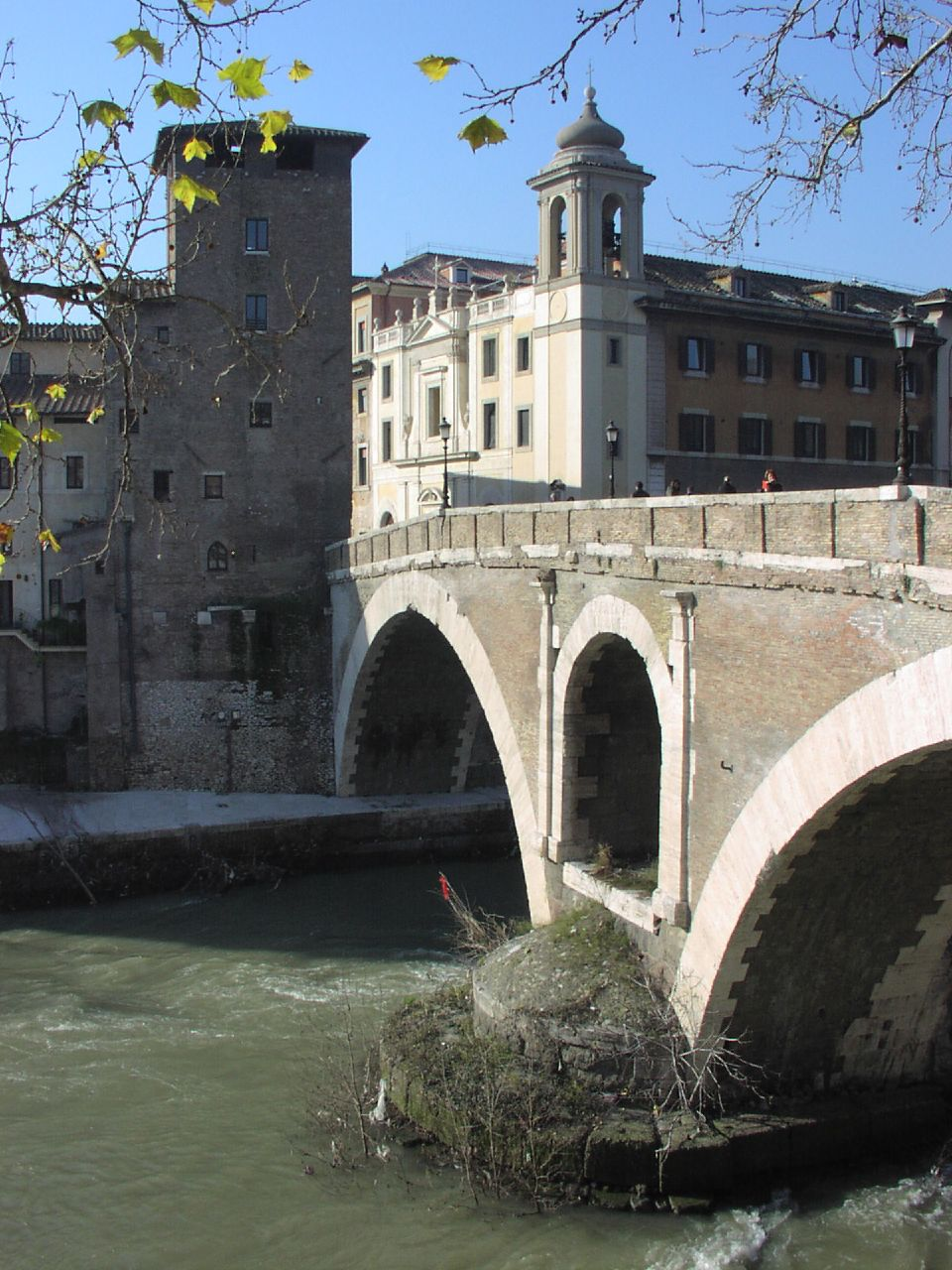
A Ponte Fabrício, uma das duas que leva à Ilha
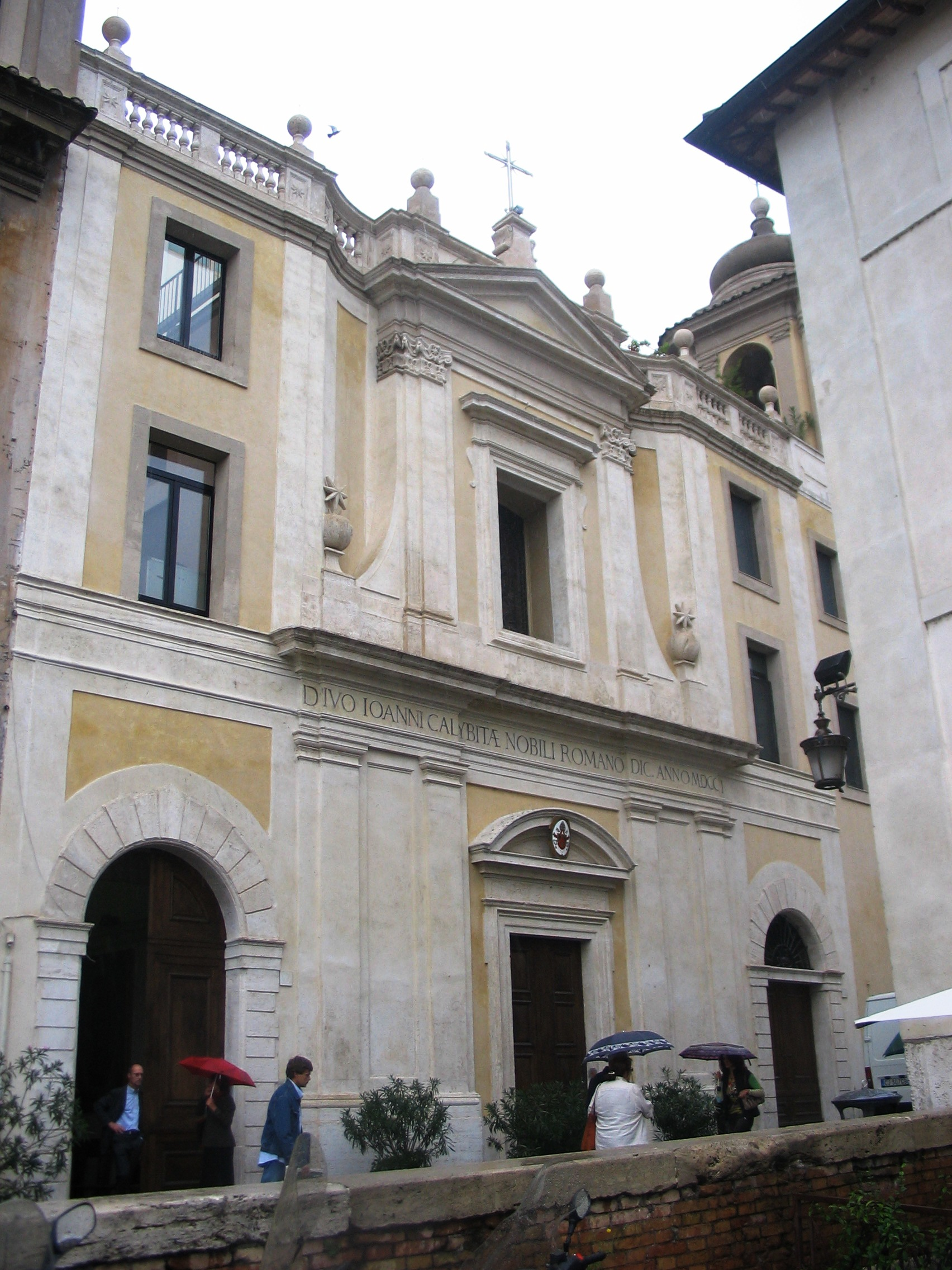
A igreja de San Giovanni Calibita
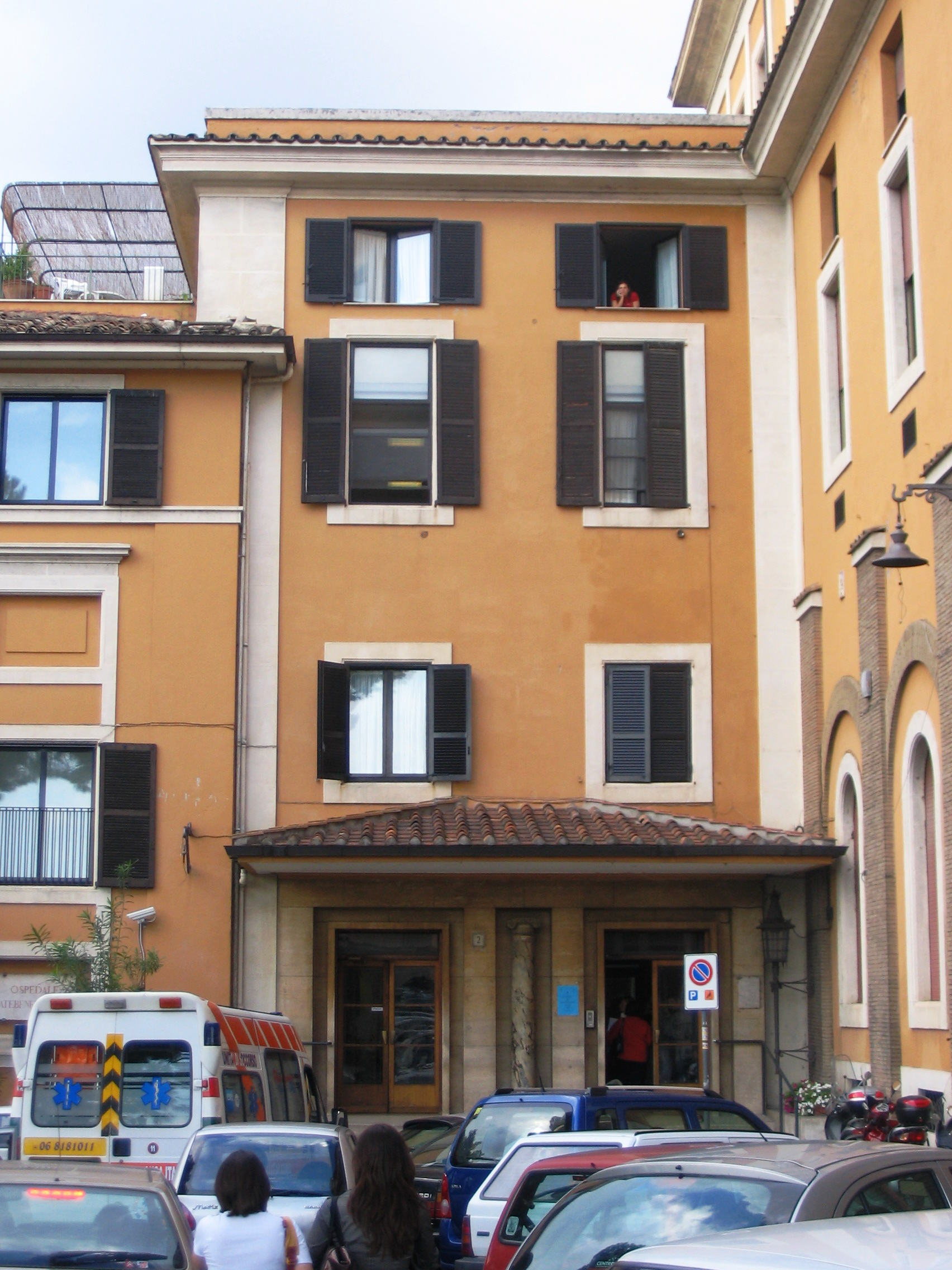
A entrada do Hospital
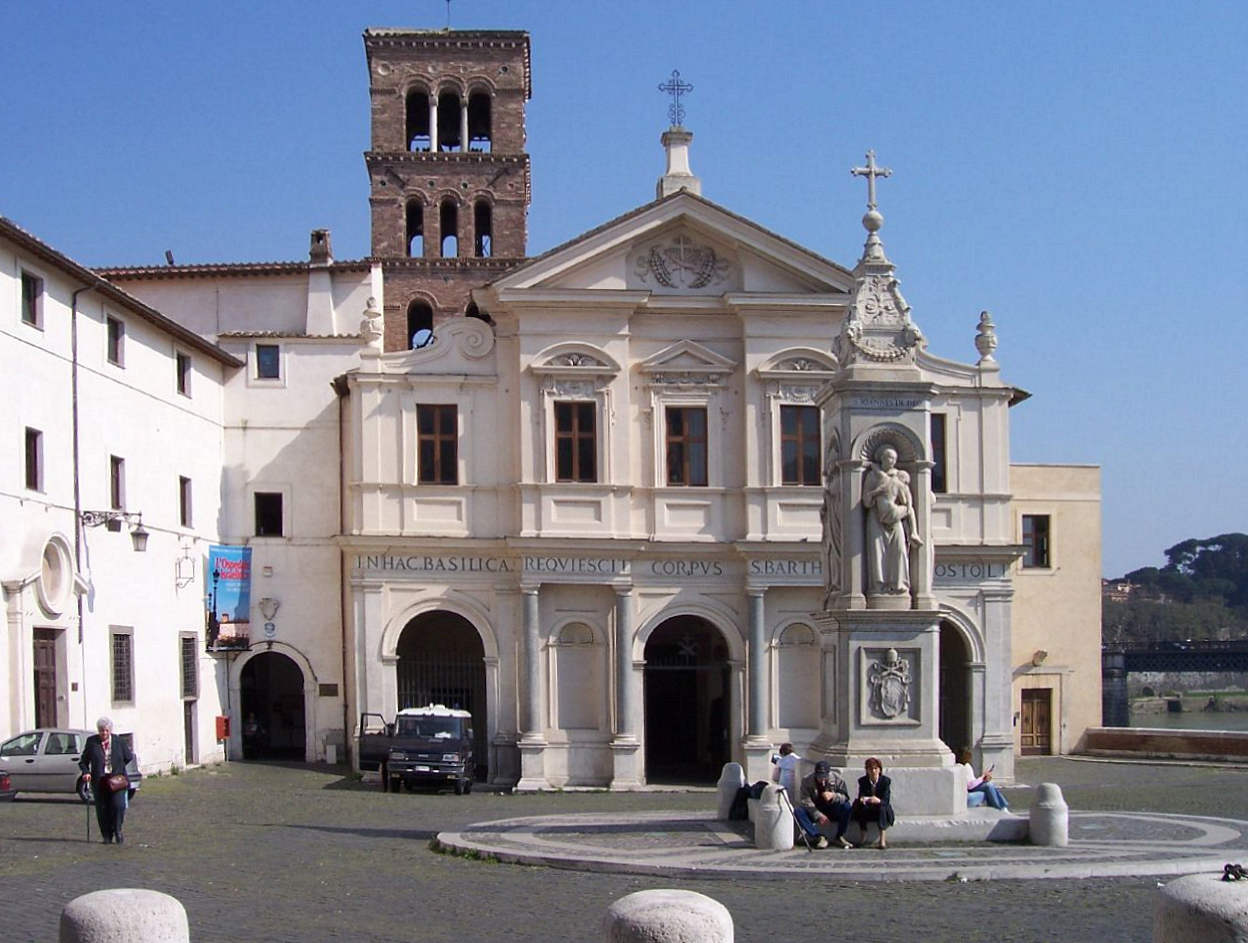
A basílica de San Bartolomeo all'isola

## Localização
| Planimetria do Campo de Marte meridional |
| --- |
| Tibre Navália Circo Flamínio Teatro de Marcelo T. de DianaC T. da Piedade T. de Jano T. de Juno T. de Spes Templo de Belona Templo de Apolo Sosiano Templo de Júpiter Estator Templo de Juno Regina Pórtico de Otávia Portico de Filipo T. de Hércules Portico de Otávio Teatro de Balbo Cripta de Balbo Portico de Minúcio T. das Ninfas Diribitório T. de Juturna T. da Fortuna T. de Ferônia T. dos Lares Permarinos Cúria de Pompeu Portico de Pompeu Teatro de Pompeu Templo da Vênus Victrix Templo de Marte Santuário de Hércules Grande Vigia Templo de Castor e Pólux Ponte Fabrício Ilha Tiberina Pórtico dos Máximos T. de Netuno Pórtico dos Deuses Vila Pública Hecatostilo T. da Fortuna Equestre Anfiteatro de Estacílio Tauro (?) |